# Nesophontes superstes
Nesophontes superstes (лат.) — вымершее млекопитающее из рода Незофонты отряда насекомоядных.
Относительно крупный вид, обитавший на Кубе, где в пещере Cueva de la Ventana в западной провинции Пинар-дель-Рио была найдена его нижняя челюсть, по которой Карл-Хайнц Фишер (нем. Karl-Heinz Fischer) дал описание. Учёный полагал, что этот незофонт мог сохраниться до наших дней и поэтому дал ему видовой эпитет superstes, что переводится с латыни как «выживший».